# Schaukelgraben
Der Schaukelgraben ist ein Bach im Südosten Leipzigs. Wasserrechtlich ist es ein Gewässer II. Ordnung.
Der Schaukelgraben beginnt südlich des Leipziger Stadtteils Liebertwolkwitz, nahe dem Autobahnzubringer S242 zur Anschlussstelle Leipzig-Südost der A 38. Auf einem Messtischblatt von 1934 heißt dieses Gebiet Grundwiese.
In seinem Lauf nach Nordosten unterquert der Schaukelgraben die Liebertwolkwitzer Muldentalstraße in der Nähe der Eisenbahnbrücke. 300 Meter danach nimmt er den von Süden kommenden Eulengraben auf. Nachdem er sich nach Norden gewendet hat, mündet er kurz vor der Naunhofer Landstraße in den Pösgraben.
Mit der 1999 erfolgten Eingemeindung von Liebertwolkwitz nach Leipzig wurde der Schaukelgraben ein Leipziger Gewässer. Die Länge des Schaukelgrabens beträgt 3,46 Kilometer. Er verläuft vollständig auf Leipziger Stadtgebiet. Der Schaukelgraben ist nicht ständig wasserführend.